# Michael Ancram
Pour les articles homonymes, voir Ancram.
Michael Andrew Foster Jude Kerr, né le 7 juillet 1945 et mort le 1er octobre 2024, communément appelé Michael Ancram, est un homme politique du Parti conservateur écossais. Il est député et membre du Cabinet fantôme. Depuis 2010, membre de la Chambre des lords, lui et le marquis de Cholmondeley sont les seuls marquis de la Chambre des Lords. Lord Lothian est le chef héréditaire du clan écossais Kerr.

## Jeunesse et carrière
Michael Ancram est né à Londres et est le fils aîné et le deuxième enfant de Peter Kerr et de sa femme Antonella. Il fait ses études à l'école catholique indépendante Ampleforth College dans le Yorkshire du Nord. Il obtient un baccalauréat ès arts en histoire de Christ Church, Oxford en 1966 et une maîtrise ès arts. Pendant ses études à Oxford, il est membre du Bullingdon Club. En 1968, il obtient un baccalauréat en droit (LLB) de l'université d'Édimbourg.
Il est admis au Barreau écossais en 1970 et exerce la profession d'avocat jusqu'en 1979, à l'exception d'une brève période en 1974 où il siège pour la première fois en tant que député. Il devient Conseiller de la reine (QC) en 1996.

## Carrière politique

### Député
Il se présente sans succès au siège parlementaire de West Lothian en 1970. Il est élu pour la première fois au Parlement lors des élections générales de février 1974, à Berwickshire et East Lothian, mais perd le siège aux élections d'octobre de la même année. Il réintègre le Parlement aux élections de 1979 en tant que député d'Edinburgh South, battant le futur Premier ministre Gordon Brown. Il perd à nouveau son siège aux élections générales de 1987, mais est réélu au Parlement lors des élections de 1992 représentant Devizes.
Il est membre du Comité de l'énergie de la Chambre des communes entre 1979 et 1983, et président du Parti conservateur et unioniste écossais de 1980 à 1983. Il est sous-secrétaire d'État parlementaire au Scottish Office, chargé des affaires intérieures, du logement, des collectivités locales, de la réforme des notations et de l'environnement de 1983 à 1987.
Après avoir perdu son siège en 1987, Ancram revient au Parlement en 1992 et est membre de la commission des comptes publics et président de la commission des affaires constitutionnelles de 1992 à mai 1993, date à laquelle il est nommé sous-secrétaire d'État parlementaire à Irlande du Nord. Il est promu ministre d'État pour l'Irlande du Nord en janvier 1994 et prête serment en tant que conseiller privé en janvier 1996.

### Cabinet fantôme
Après la défaite des conservateurs aux élections de 1997, il siège au Cabinet fantôme en tant que porte-parole des affaires constitutionnelles de juin 1997 à juin 1998. Il est ensuite président du Parti conservateur de décembre 1998 à septembre 2001.
En 2001, il se présente contre Iain Duncan Smith, Michael Portillo, Kenneth Clarke et David Davis lors de l'élection à la direction du parti. Lors du premier tour, lui et David Davis sont à égalité à la dernière place. Il est éliminé et Davis se retire. Les deux accordent leur soutien à Iain Duncan Smith, qui gagne ensuite, battant Clarke lors du vote final des membres du parti. Duncan Smith nomme Ancram chef adjoint de l'opposition et secrétaire d'État adjoint aux Affaires étrangères et du Commonwealth en septembre 2001. Il reste à ce poste après la prise de fonction de Michael Howard en 2003.
Lors du remaniement qui suit les élections de 2005, Ancram est muté au poste de Secrétaire d'État à la Défense du cabinet fantôme mais reste chef adjoint. Il quitte le Cabinet fantôme en décembre 2005, après l'élection de David Cameron à la tête du Parti conservateur. En janvier 2006, il est nommé au Comité du renseignement et de la sécurité, en remplacement de James Arbuthnot.

### Fin de carrière
Ancram est l'un des signataires fondateurs en 2005 des principes de la Henry Jackson Society, préconisant une approche proactive de la propagation de la démocratie libérale à travers le monde, y compris lorsque cela est nécessaire par une intervention militaire. Le 21 avril 2006, il est l'un des premiers hauts responsables conservateurs à appeler les troupes britanniques à se retirer d'Irak, affirmant que c'est effectivement dans un état de guerre civile et que "Il est temps maintenant pour nous de sortir d'Irak avec dignité et honneur tant que nous le pouvons. ".
En 2006, Ancram créé le Global Strategy Forum, un groupe de réflexion bipartite sur les affaires étrangères basé à Londres.
De 2008 à 2013, Ancram est président du forum de politique étrangère Le Cercle.
Il est un membre fondateur du groupe de haut niveau de parlementaires britanniques pour le désarmement nucléaire multilatéral et la non-prolifération créé en octobre 2009.
Le 11 août 2009, Ancram annonce qu'il compte se retirer en tant que député de Devizes aux élections générales de 2010 en raison de problèmes cardiaques. Il prend sa retraite lorsque le Parlement est dissous le 12 avril 2010; son successeur en tant que député conservateur de la circonscription de Devizes est Claire Perry.

## Vie privée
Ancram épouse Lady Jane Fitzalan-Howard, la quatrième fille du 16e duc de Norfolk, qui, le 7 avril 2017, devient 16e Lady Herries de Terregles. Ils sont tous deux éminents catholiques romains. Elle est une patronne de la Fondation du droit à la vie et aussi une patronne du Royal Caledonian Ball. Le couple a trois filles et deux petits-enfants :
- Sarah Margaret Kerr (13 juin 1976-13 juin 1976)
- Clare Therese Kerr (25 janvier 1979) mariée au très honorable Nick Hurd, fils de l'ancien ministre du Cabinet, Douglas Hurd en août 2010. Ils ont deux enfants:
  - Leila Rose Hurd (17 mai 2012)
  - Caspar Jamie Hurd (30 septembre 2014)
- Mary Kerr (28 mai 1981). Elle épouse Zackary Adler le 28 mai 2016.

La sœur cadette d'Ancram, Lady Cecil Cameron, épouse Clan Chieftain, Donald Cameron de Lochiel. Une autre sœur, Lady Clare Kerr, est maintenant comtesse douairière d'Euston et mère du 12e duc de Grafton.
Ancram est un passionné de Musique country et a souvent joué de la guitare acoustique lors des conférences du Parti conservateur. Il est chevalier de l'Ordre de Saint-Jean et de l'Ordre de Saint-Lazare. Il est également Freeman de Gibraltar en 2010,.
Bien que son nom de famille soit Kerr, Michael Ancram est connu depuis sa naissance sous le titre de courtoisie de comte d'Ancram en tant que fils aîné et héritier du 12e marquis de Lothian. Il aurait abandonné l'utilisation de ce titre en faveur de M. Michael Ancram ordinaire après être devenu avocat, soi-disant parce qu'il pensait que cela pourrait troubler le jury si un juge devait s'adresser à lui sous le nom de "Mon Seigneur".
Ancram est connu de beaucoup de ses amis sous le nom de Crumb, surnom attribué à une fête dans les années 60 au cours de laquelle, à son arrivée, Ancram s'est présenté comme "Lord Ancram" et a été dûment annoncé comme "M. Norman Crumb".
Il devient le 13e marquis de Lothian à la mort de son père en octobre 2004, mais n'a pas utilisé ce titre dans la vie publique alors qu'il était encore député (bien qu'il aurait dû cesser d'être nommé par le titre de courtoisie du comte d'Ancram). Le House of Lords Act de 1999 fait que, lors de son accession à la pairie, il peut continuer à siéger à la Chambre des communes car les pairs héréditaires n'avaient plus automatiquement le droit de siéger à la Chambre des lords. Hormis ses pairies irlandais, il est, après John Thurso et Douglas Hogg, le troisième à avoir siégé à la Chambre des communes tout en étant pair héréditaire.
Ancram est créé pair à vie le 22 novembre 2010 en tant que baron Kerr de Monteviot, de Monteviot dans le Roxburghshire et est présenté à la Chambre des lords le même jour ; par coutume, il est désigné par son titre principal comme le marquis de Lothian pendant toutes les affaires parlementaires et dans d'autres documents officiels tels que le Hansard.
Comme les titres de la famille Kerr ne peuvent pas passer par la lignée féminine, à la suite de sa mort sans issu masculin en 2024, le titre passe à son frère cadet, Lord Ralph Kerr, qui devient le 14e marquis de Lothian, et son neveu John (le fils aîné de Ralph) devient le comte d'Ancram. Sa fille aînée est l'héritière de sa mère pour être Lady Herries de Terregles. Ancram est également l'un des cinq cohéritiers de la baronnie de Butler, en suspens depuis 1905.